# Tessa Dullemans
Tessa Dullemans (Rotterdam, 2 luglio 1997) è una canottiera olandese, vincitrice dell'argento olimpico nel 4 di coppia a Parigi 2024 insieme a Laila Youssifou, Roos de Jong e Bente Paulis.
In carriera vanta anche due argenti mondiali ed due argenti ed un bronzo europeo.

## Palmarès
- Giochi olimpici

Parigi 2024: argento nel 4 di coppia.
- Campionati del mondo di canottaggio

Račice 2022: argento nel 4 di coppia.
Belgrado 2023: argento nel 4 di coppia.
- Campionati europei di canottaggio

Poznań 2020: bronzo nell'otto.
Oberschleißheim 2022: argento nel 4 di coppia.
Bled 2023: argento nel 4 di coppia.